# 利斯戈

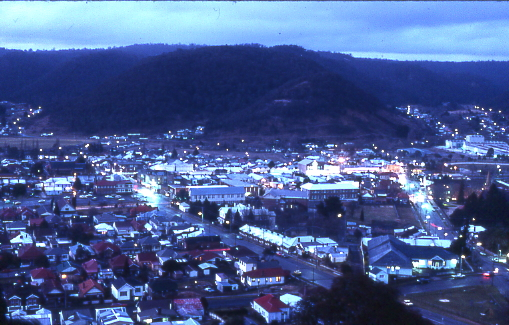
Lithgow

利斯戈（英語：Lithgow）位於澳大利亞新南威爾士州，海拔950米 ，距悉尼以西北150公里，有大量煤礦，亦是澳洲的國防工業基地。